# Жуківка (Чернігівський район)
Жу́ківка — село в Україні, у Куликівській селищній громаді Чернігівського району Чернігівської області. Населення — 1251 мешканець. До 2017 орган місцевого самоврядування — Жуківська сільська рада.

## Історія
1859 року у козацькому та казенному селі Чернігівського повіту Чернігівської губернії мешкало 1415 осіб (699 чоловічої статі та 716 — жіночої), налічувалось 174 дворових господарства, існувала православна церква та поштова станція.
Станом на 1885 рік у колишньому казенному та власницькому селі Салтиково-Дівицької волості мешкало 2175 осіб, налічувалось 353 дворових господарства, існували православна церква, школа, 3 постоялих будинки, 4 водяних і 47 вітряних млинів, 5 маслобійних заводів.
За переписом 1897 року кількість мешканців зросла до 2277 осіб (1104 чоловічої статі та 1173 — жіночої), з яких 2176 — православної віри.
12 червня 2020 року, відповідно до розпорядження Кабінету Міністрів України № 730-р «Про визначення адміністративних центрів та затвердження територій територіальних громад Чернігівської області», село увійшло до складу Куликівської селищної громади.
19 липня 2020 року, в результаті адміністративно-територіальної реформи та ліквідації Куликівського району, село увійшло до складу Чернігівського району.

## Населення

### Мова
Розподіл населення за рідною мовою за даними перепису 2001 року:
| Мова            | Кількість | Відсоток |
| --------------- | --------- | -------- |
| українська      | 1231      | 98.40%   |
| російська       | 13        | 1.04%    |
| вірменська      | 5         | 0.40%    |
| румунська       | 1         | 0.08%    |
| інші/не вказали | 1         | 0.08%    |
| Усього          | 1251      | 100%     |

## Транспорт
Селом, центральною вулицею, проходить траса Чернігів-Ніжин (Автошлях Р 67), тому автомобільне сполучення досить зручне. Маршрутки вдень їздять кожну годину в обидва напрямки. Щоправда, станом на 2016 рік, дорога у селі перебуває у незадовільному стані — дуже багато вибоїн. Жуківка знаходиться за 4 км від Куликівки. До станції імені Бориса Олійника у Куликівці приблизно 5 км. Така ж сама відстань і до іншої станції Вересоч у сусідньому селі по трасі.

## Відомі люди
- Григорій (Миткевич) — архієпископ Калузький і Боровський безпатріаршої РПЦ[7].
- Давиденко Марко Нестерович — залізничник, жертва сталінських репресій
- Давиденко Лука Нестерович - партизан при окупації 1941- 1943 рр., ветеран Куликівського льонзаводу.

## Галерея

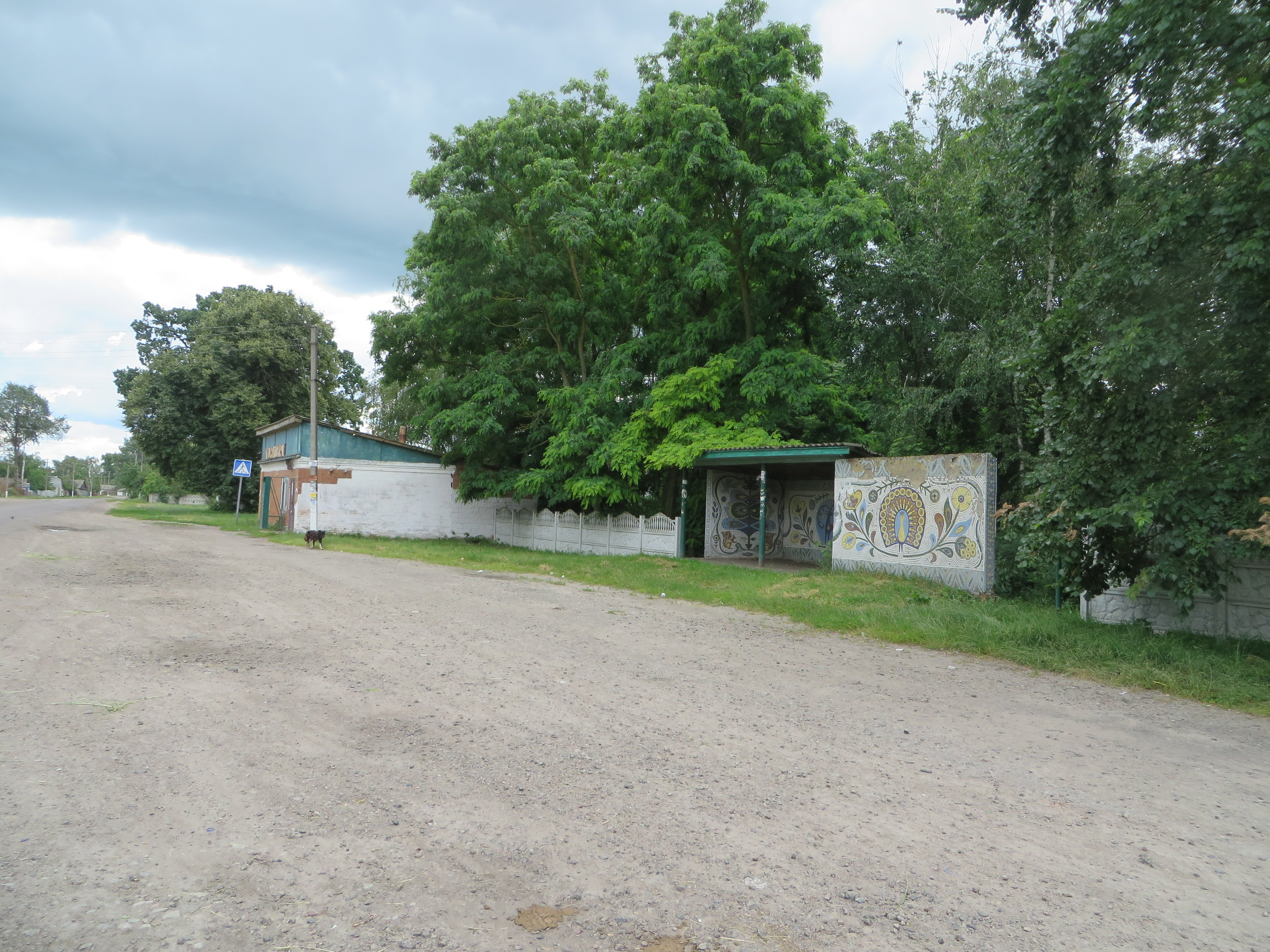
автобусна зупинка
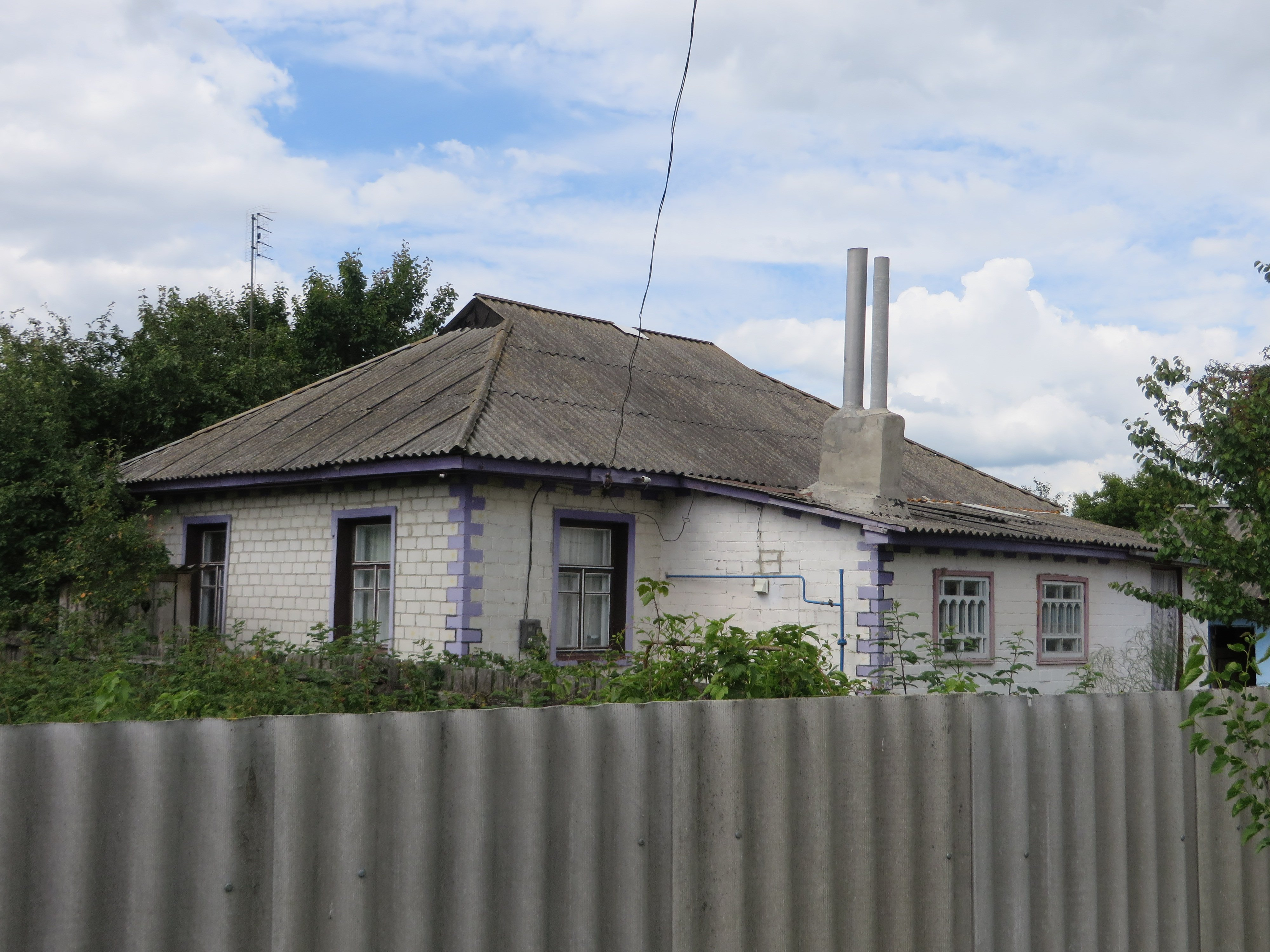
типова вулиця
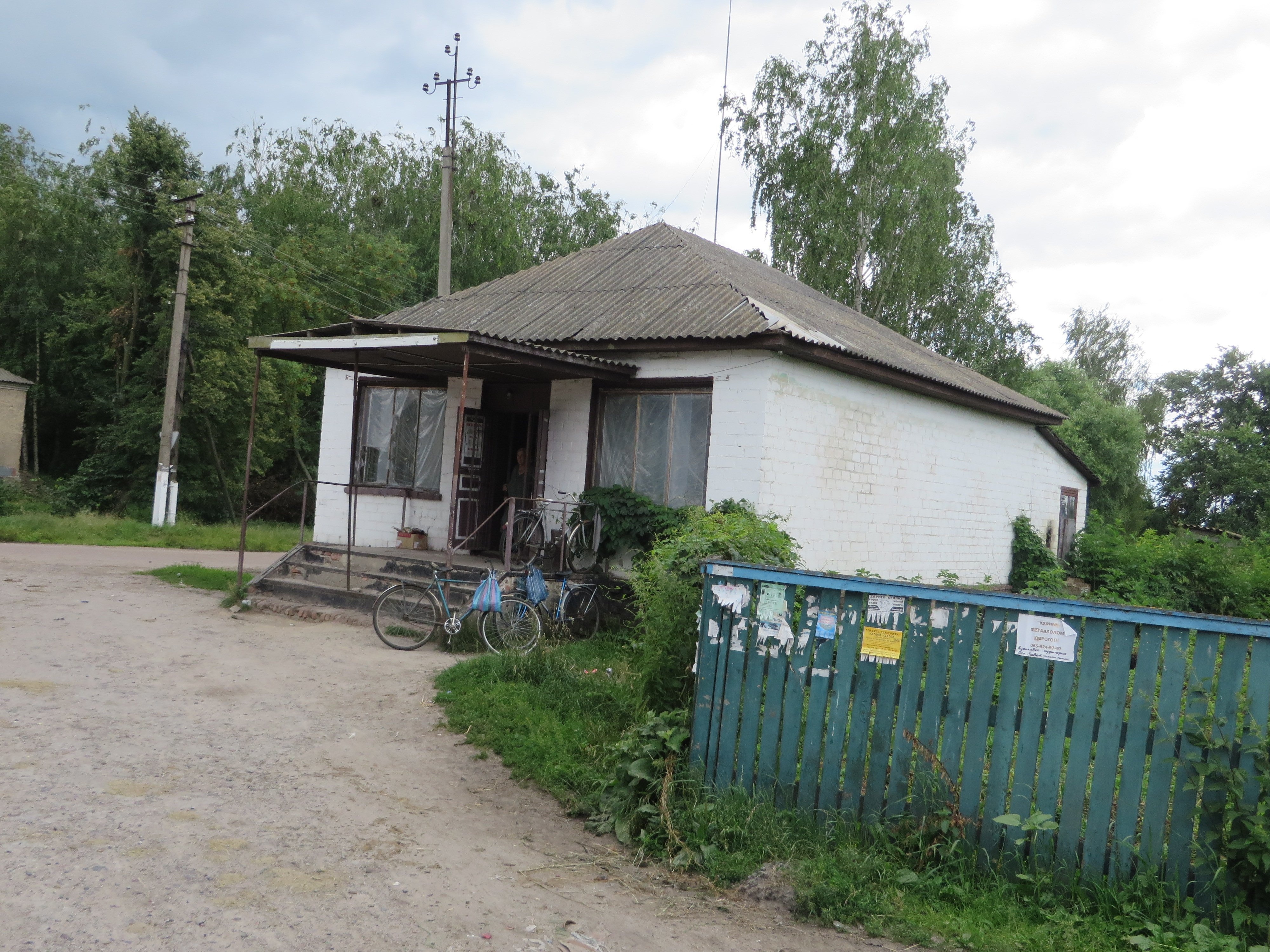
магазин
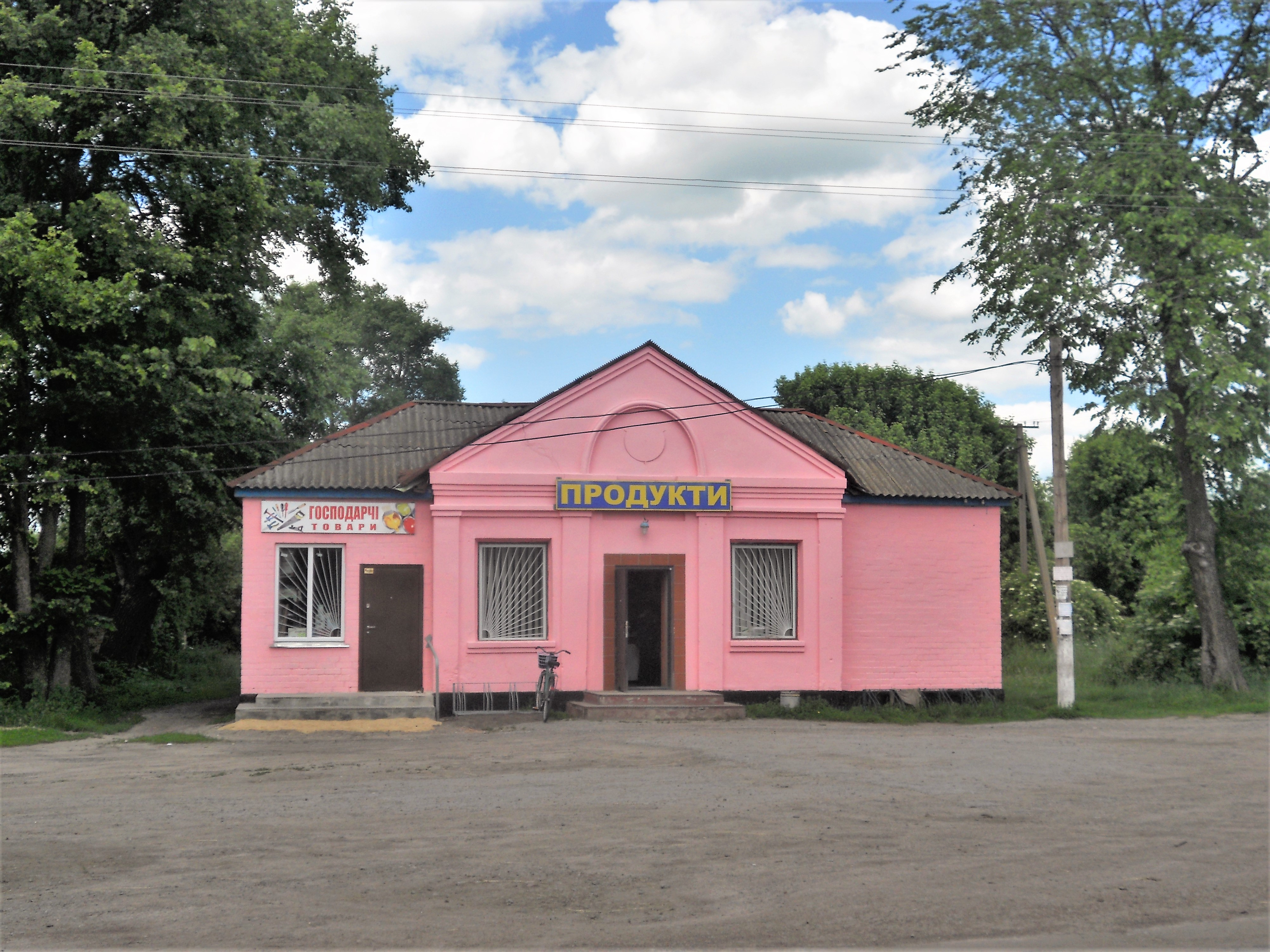
магазин
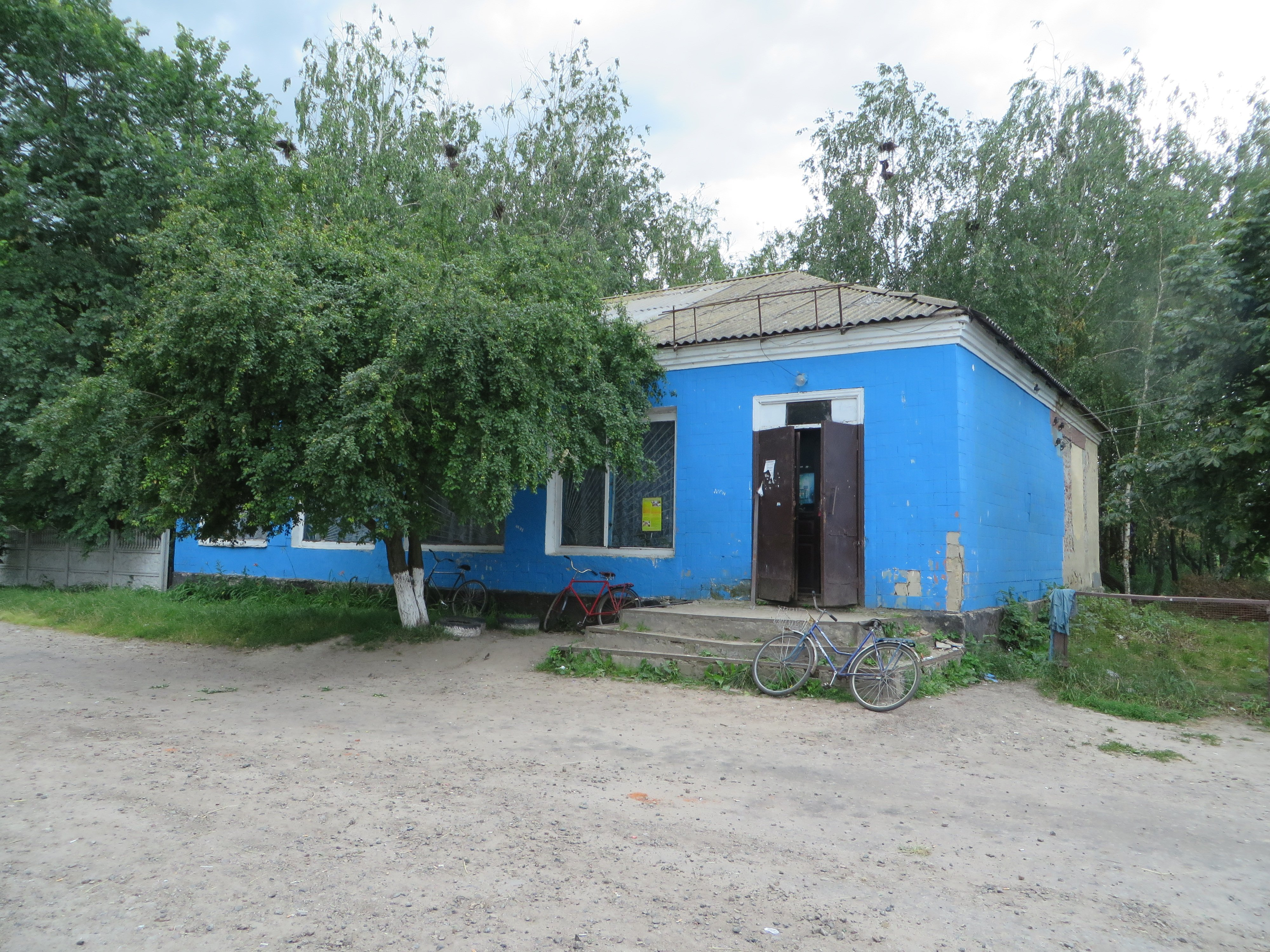
магазин
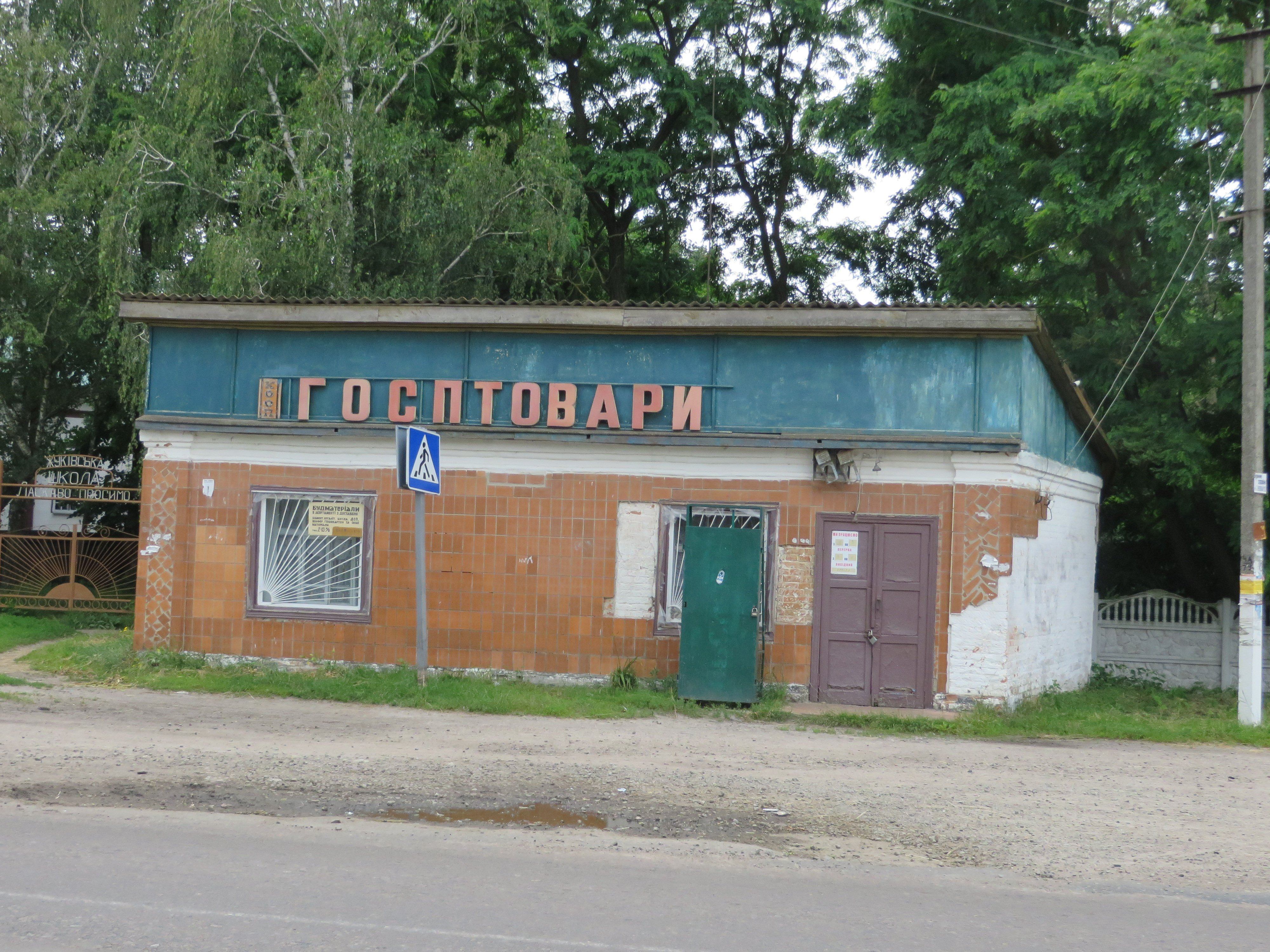
Госптовари
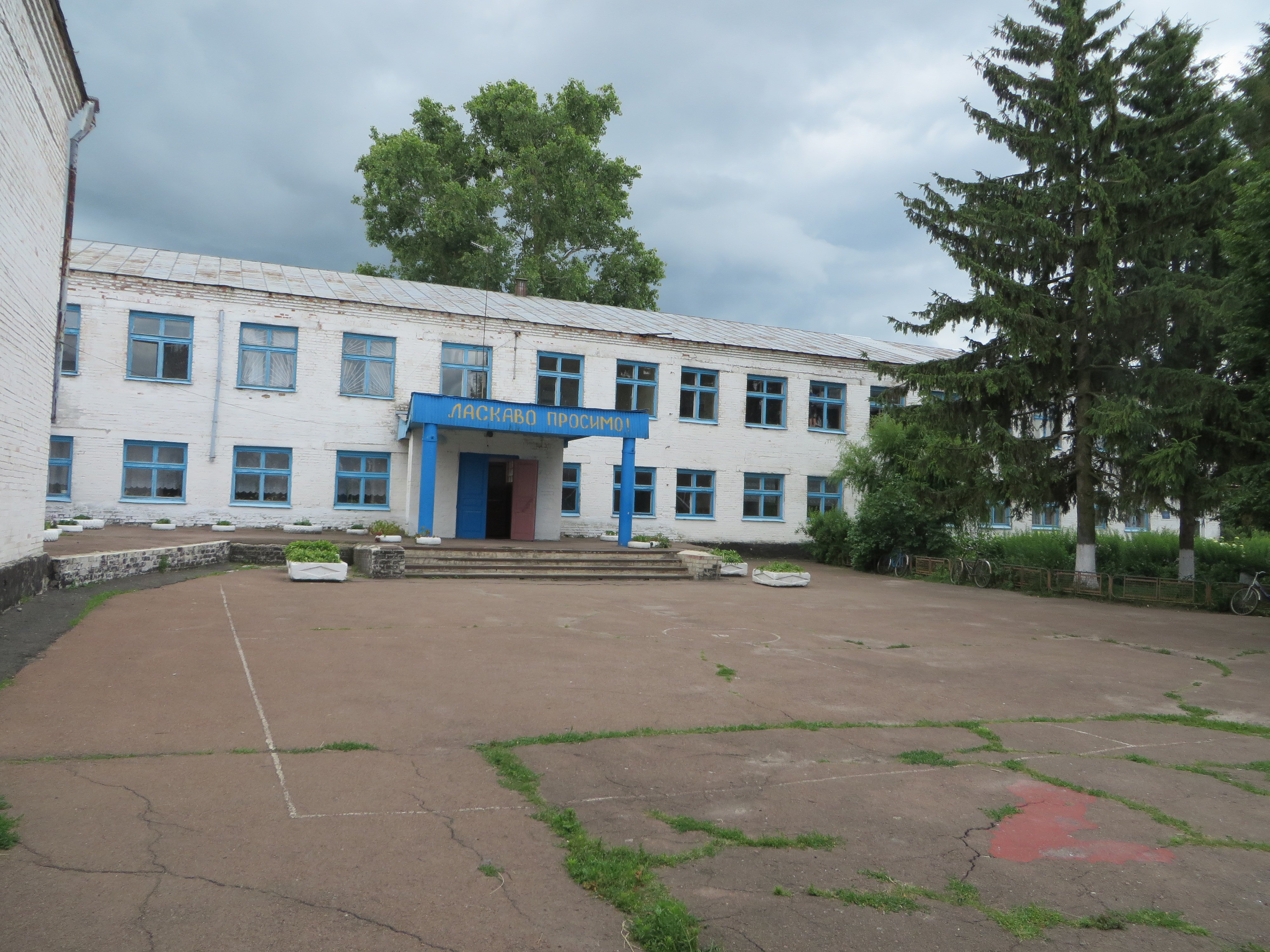
школа
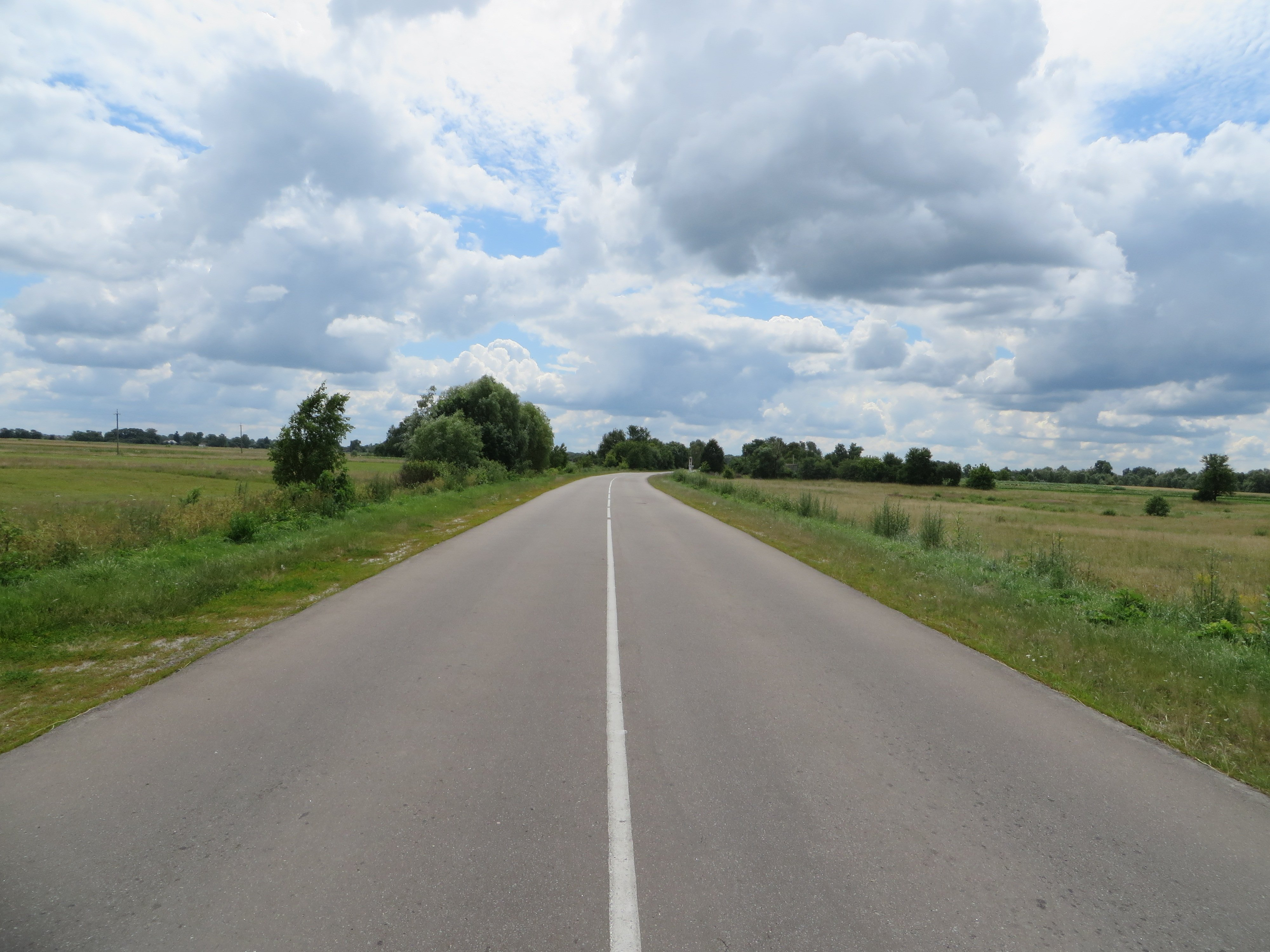
Дорога до села від Куликівки
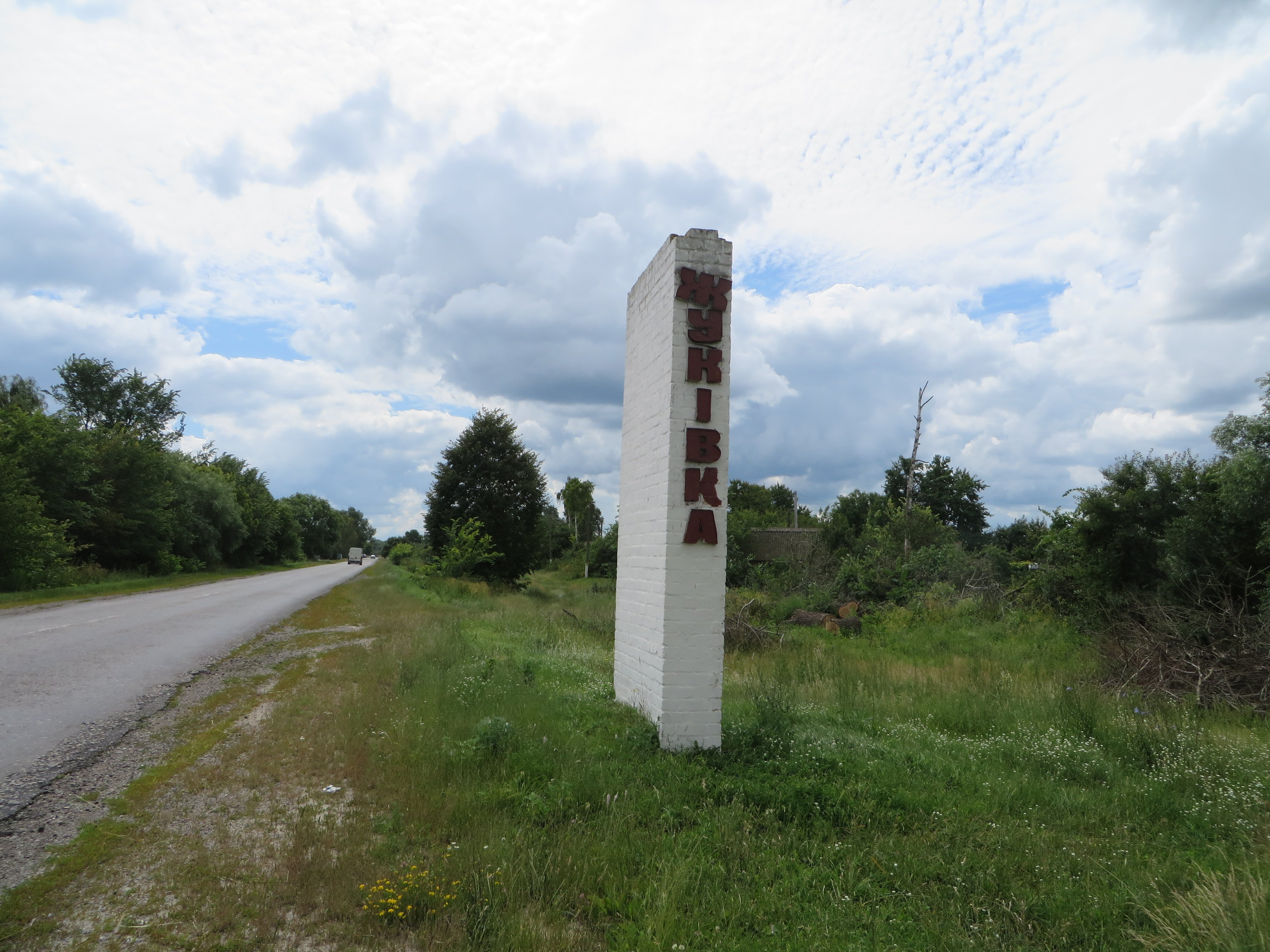
Знак села в 2014 році
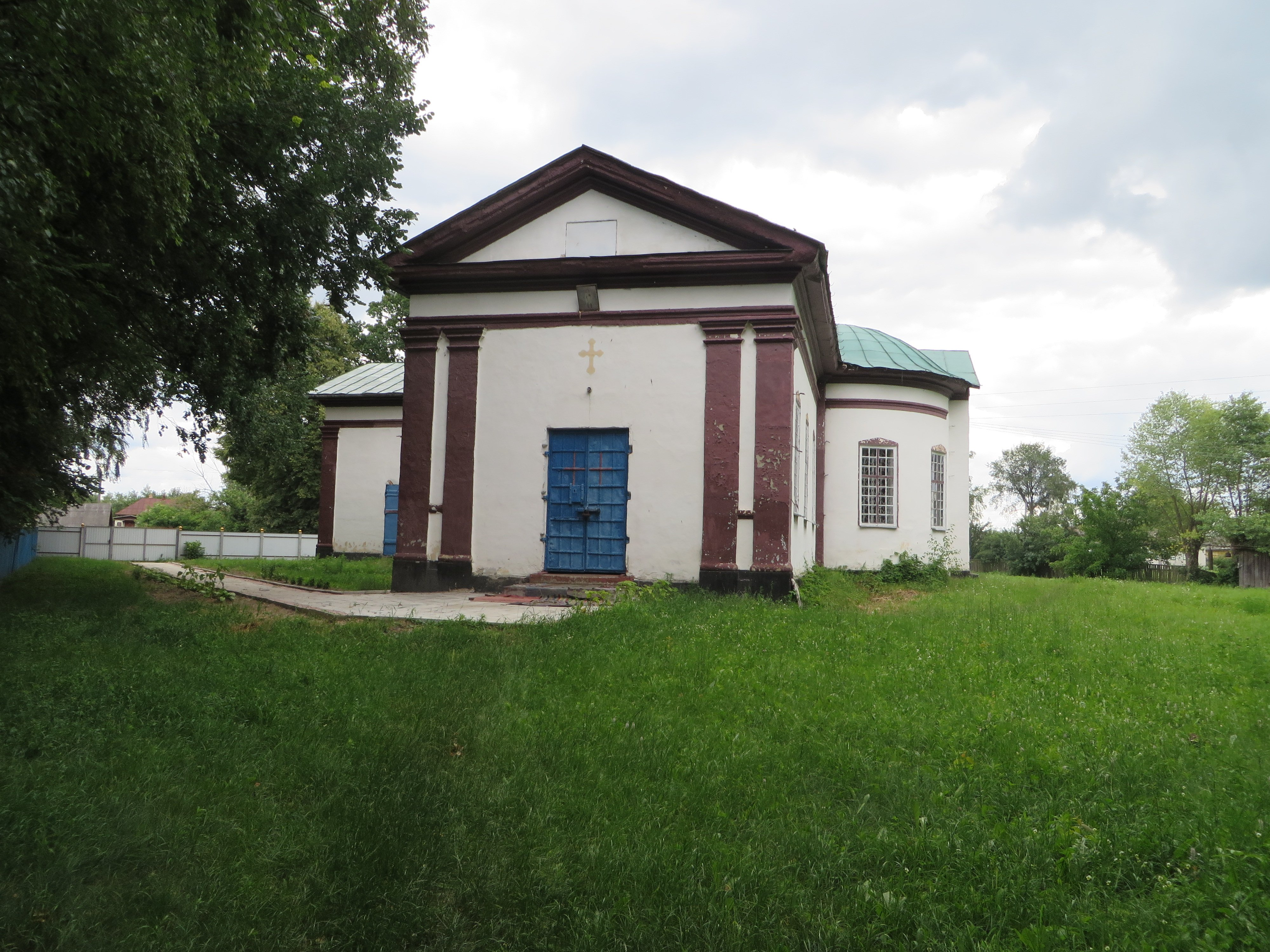
Церква
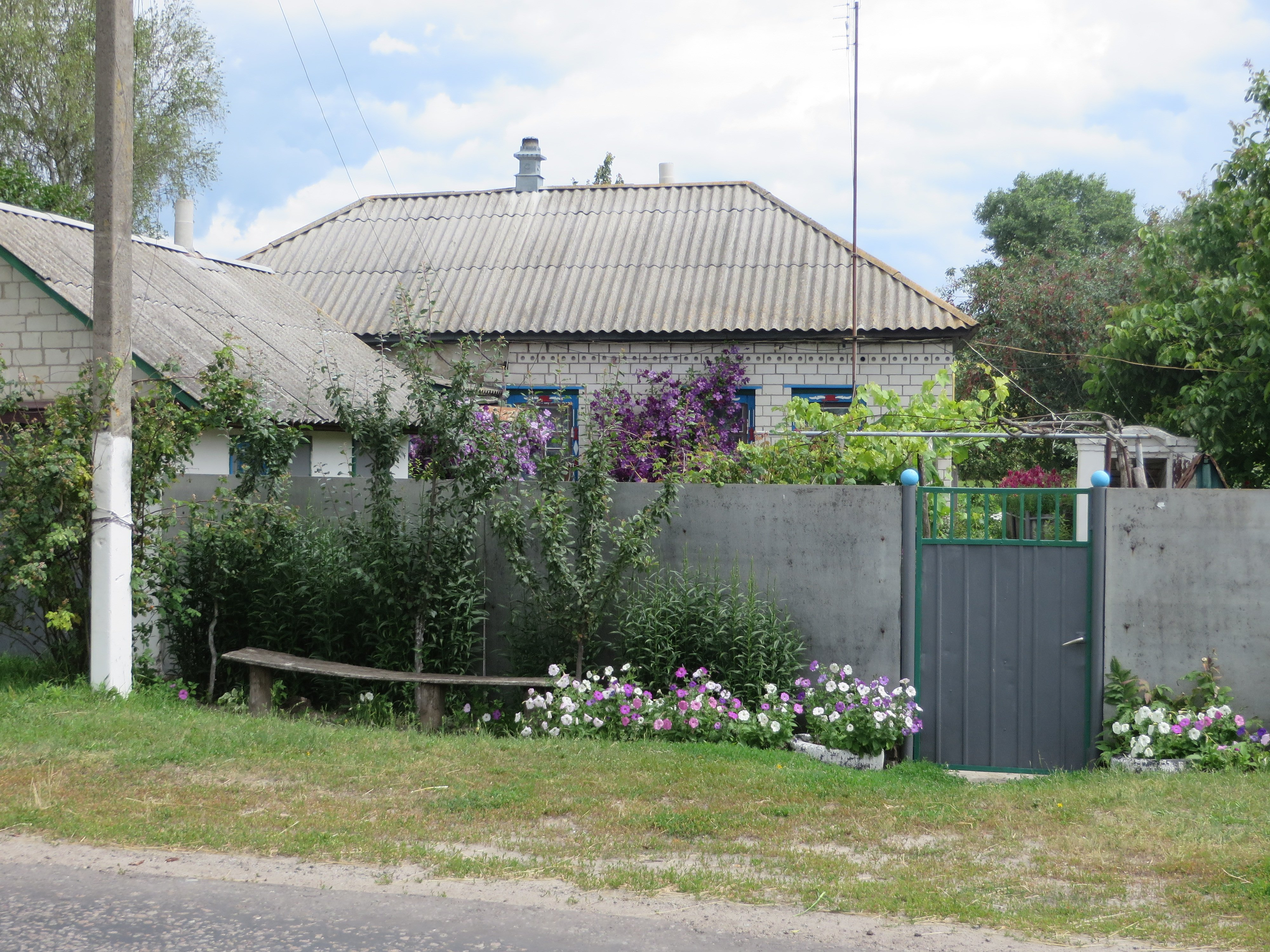
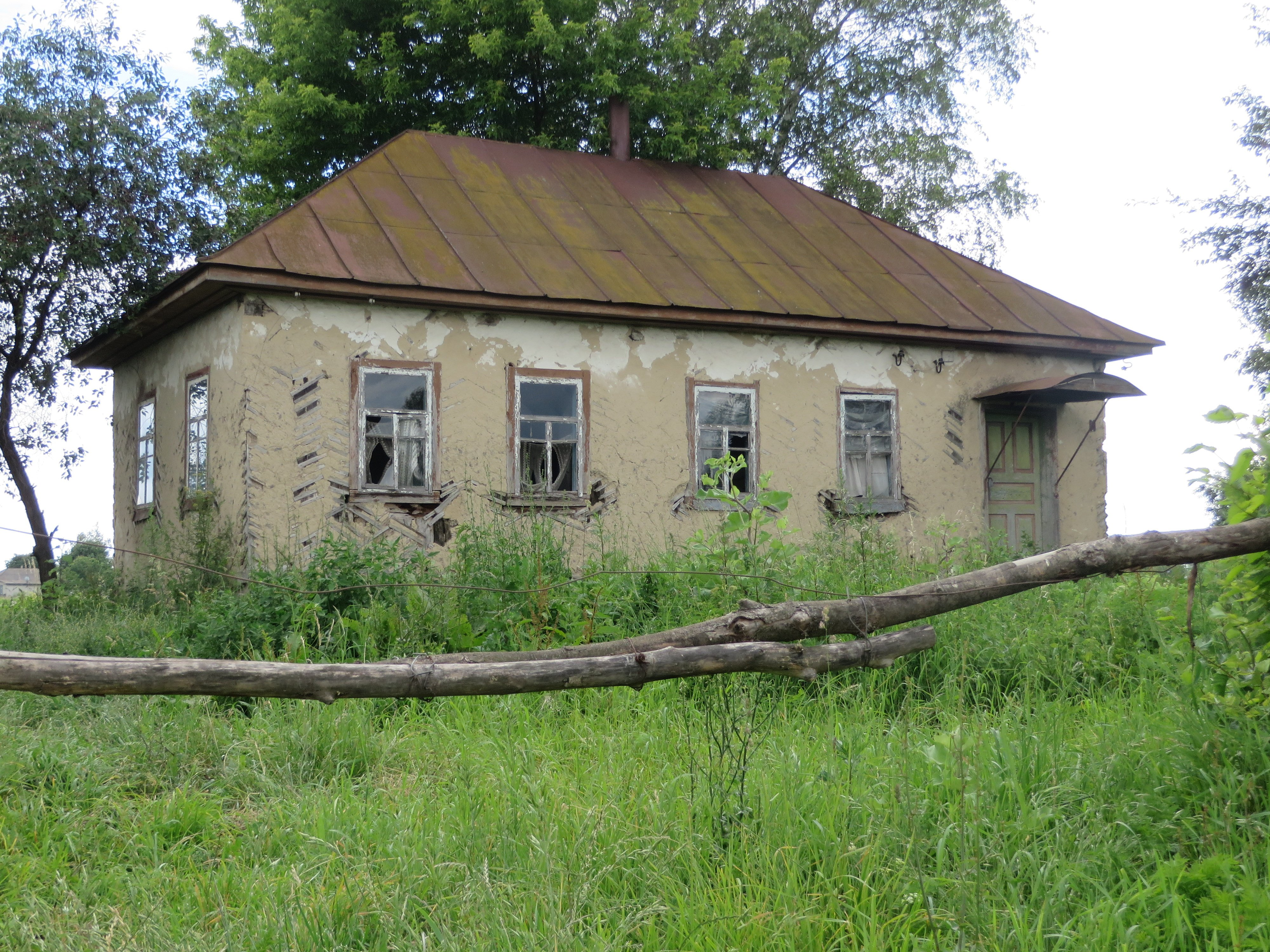
Покинута хата
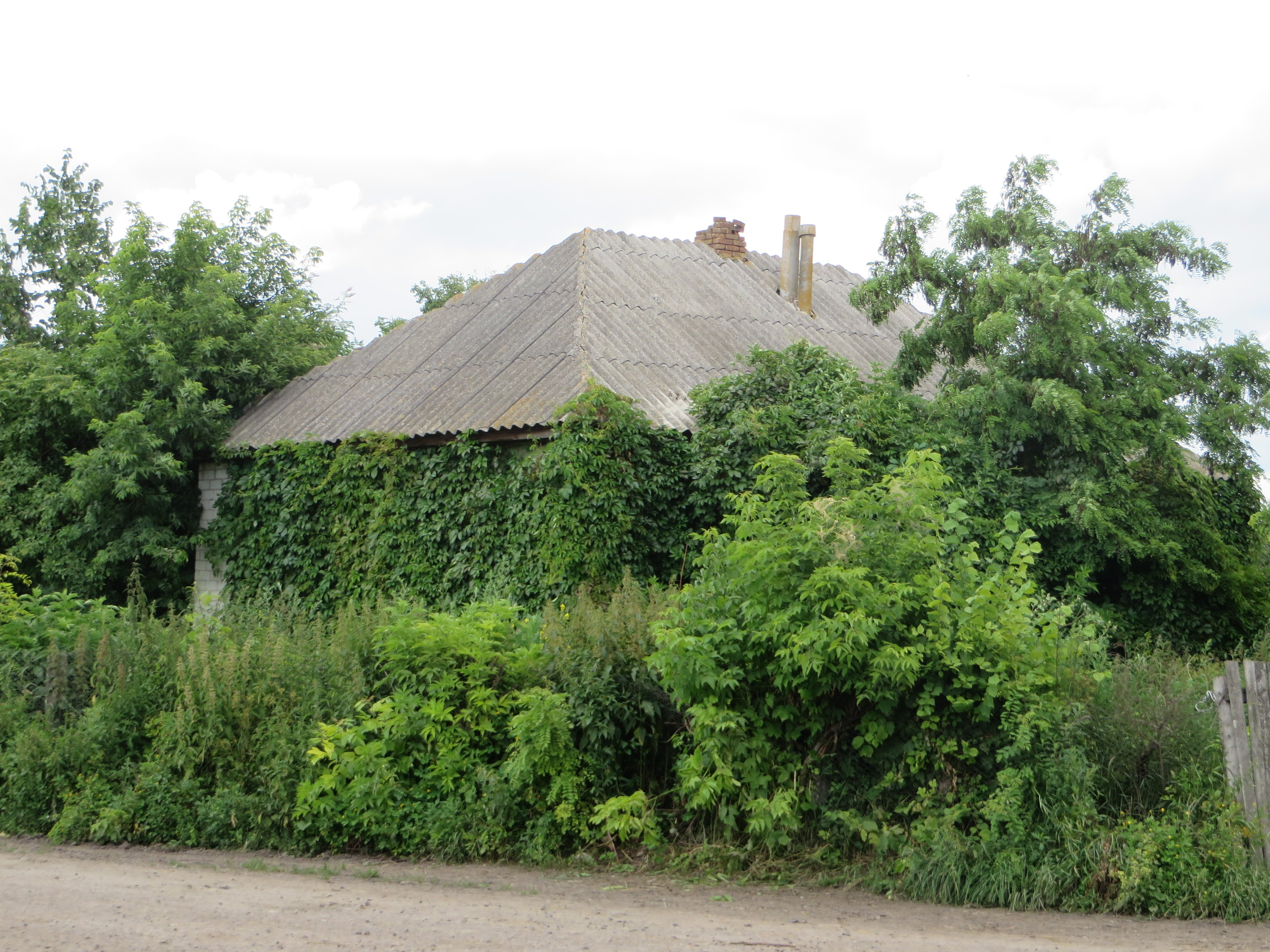
Хата заросла бур'яном
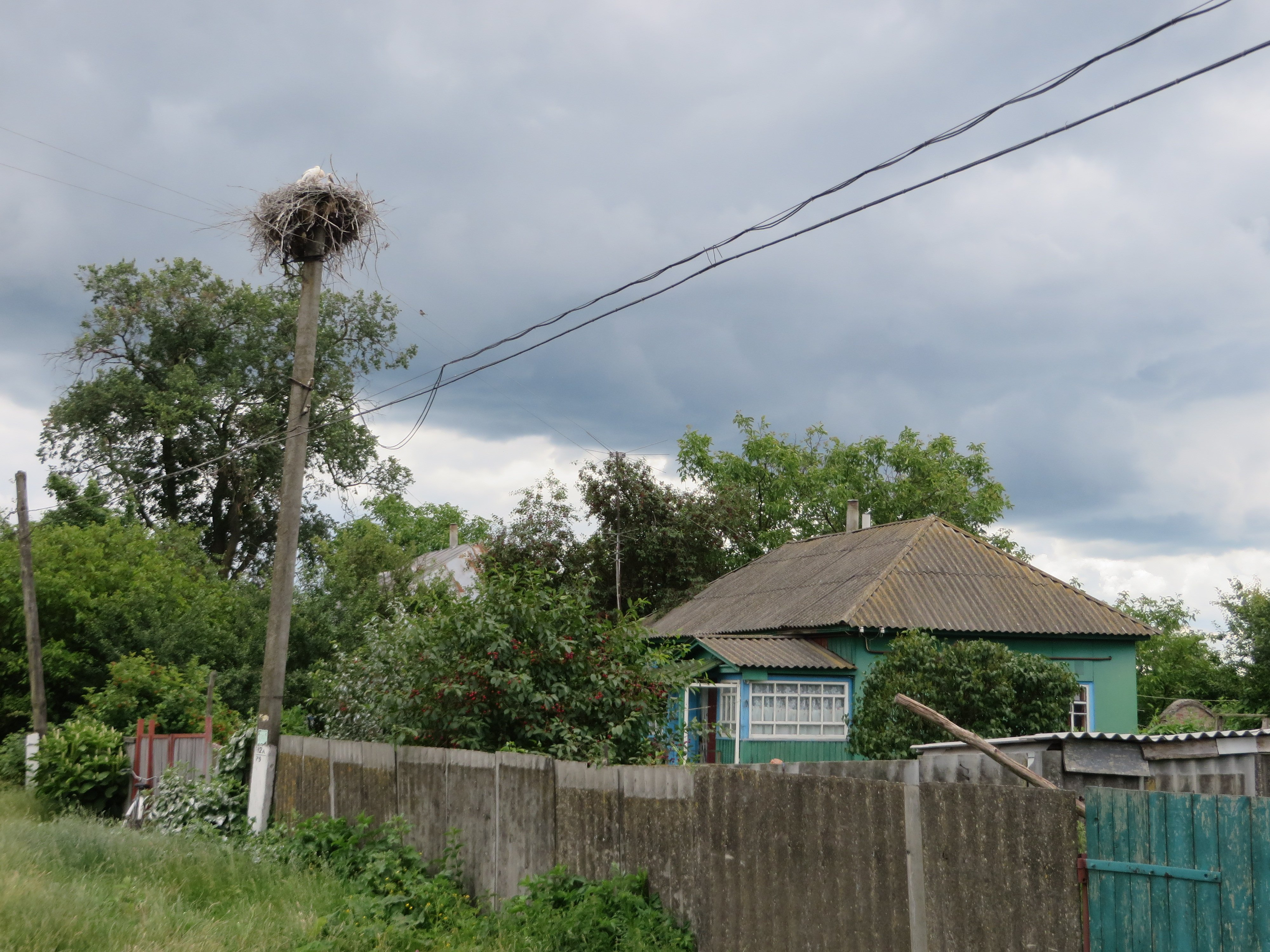
Журавлі роблять гнізда на стовпах
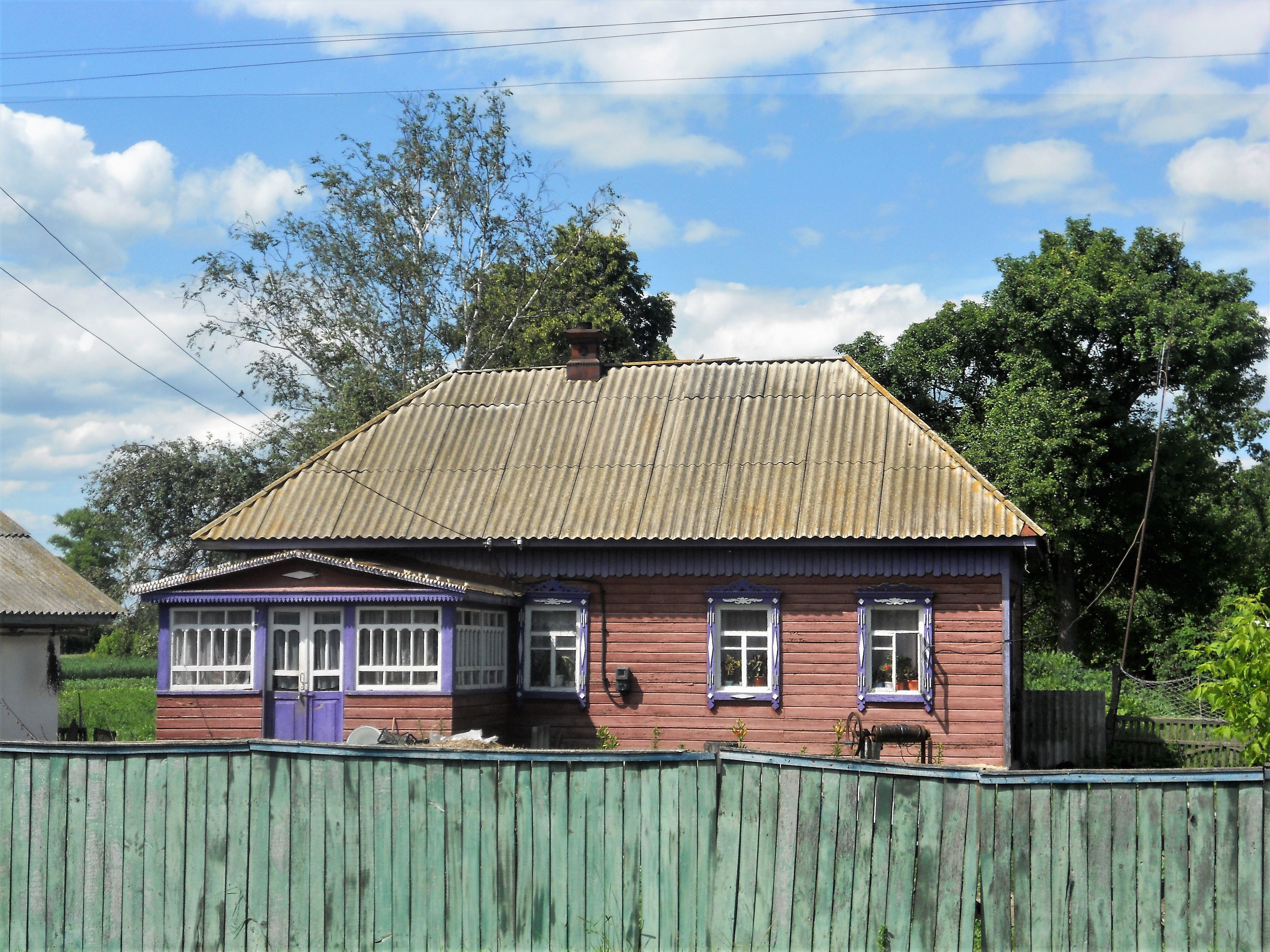
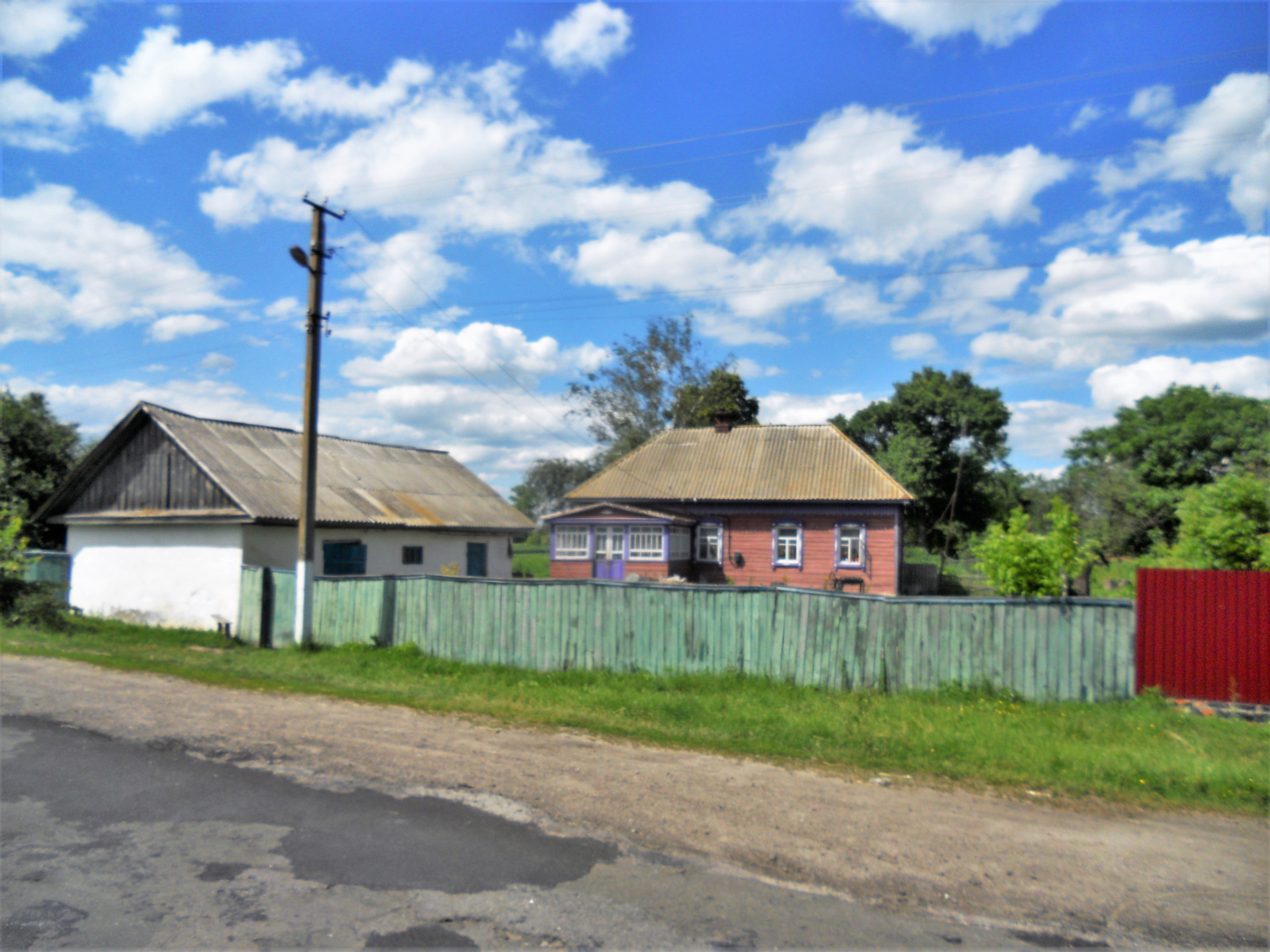
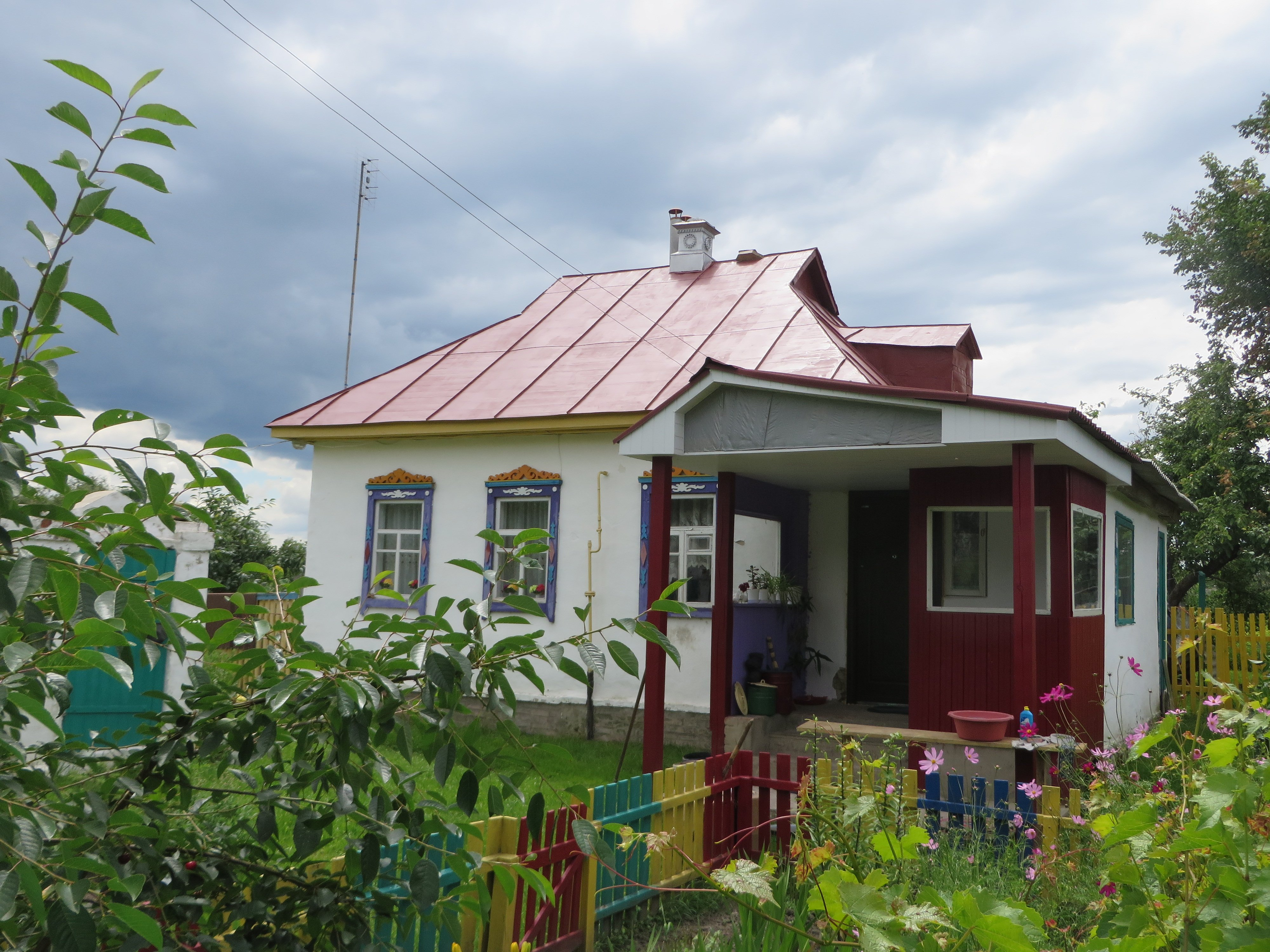
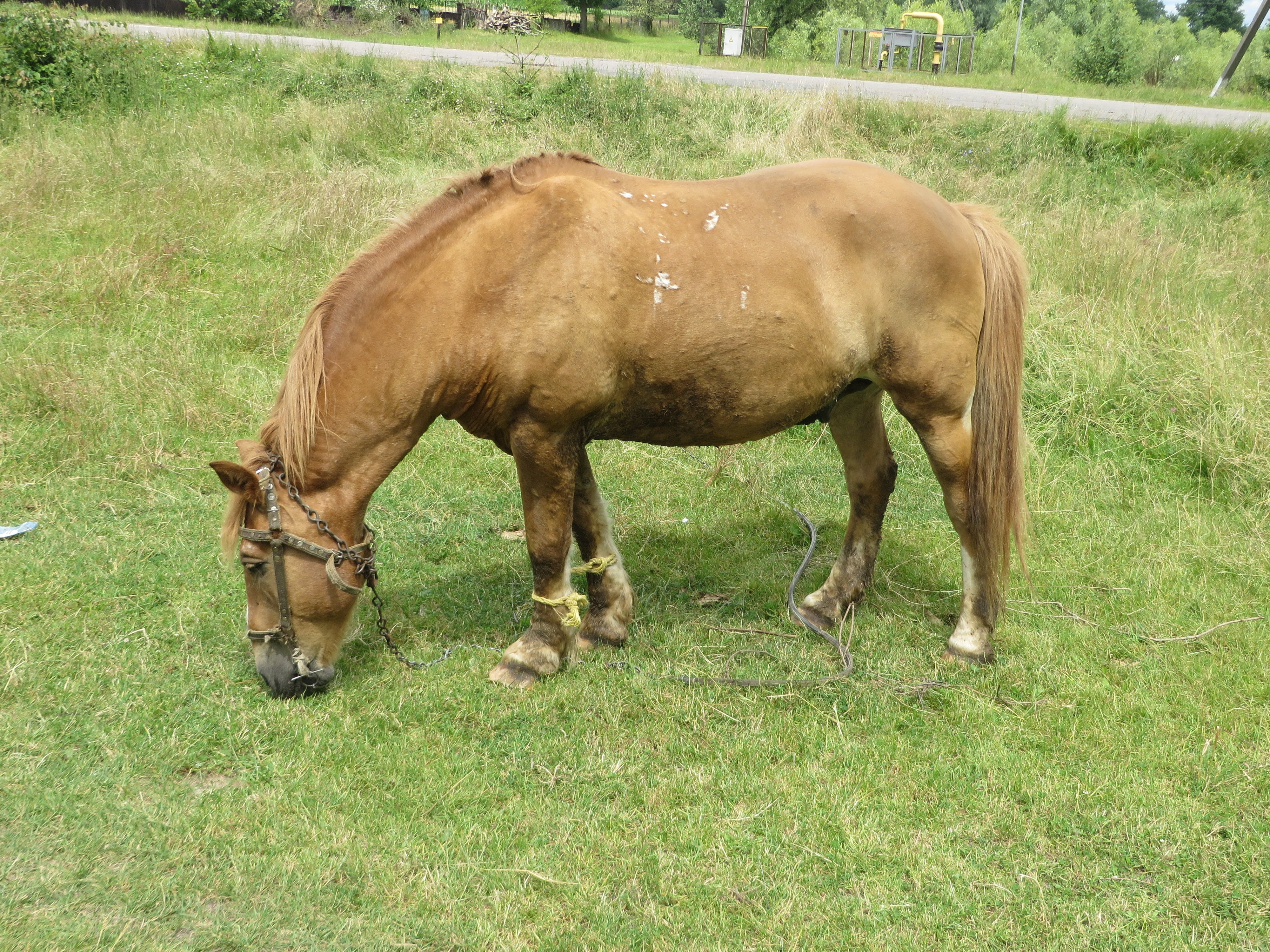
У селі розводять коней
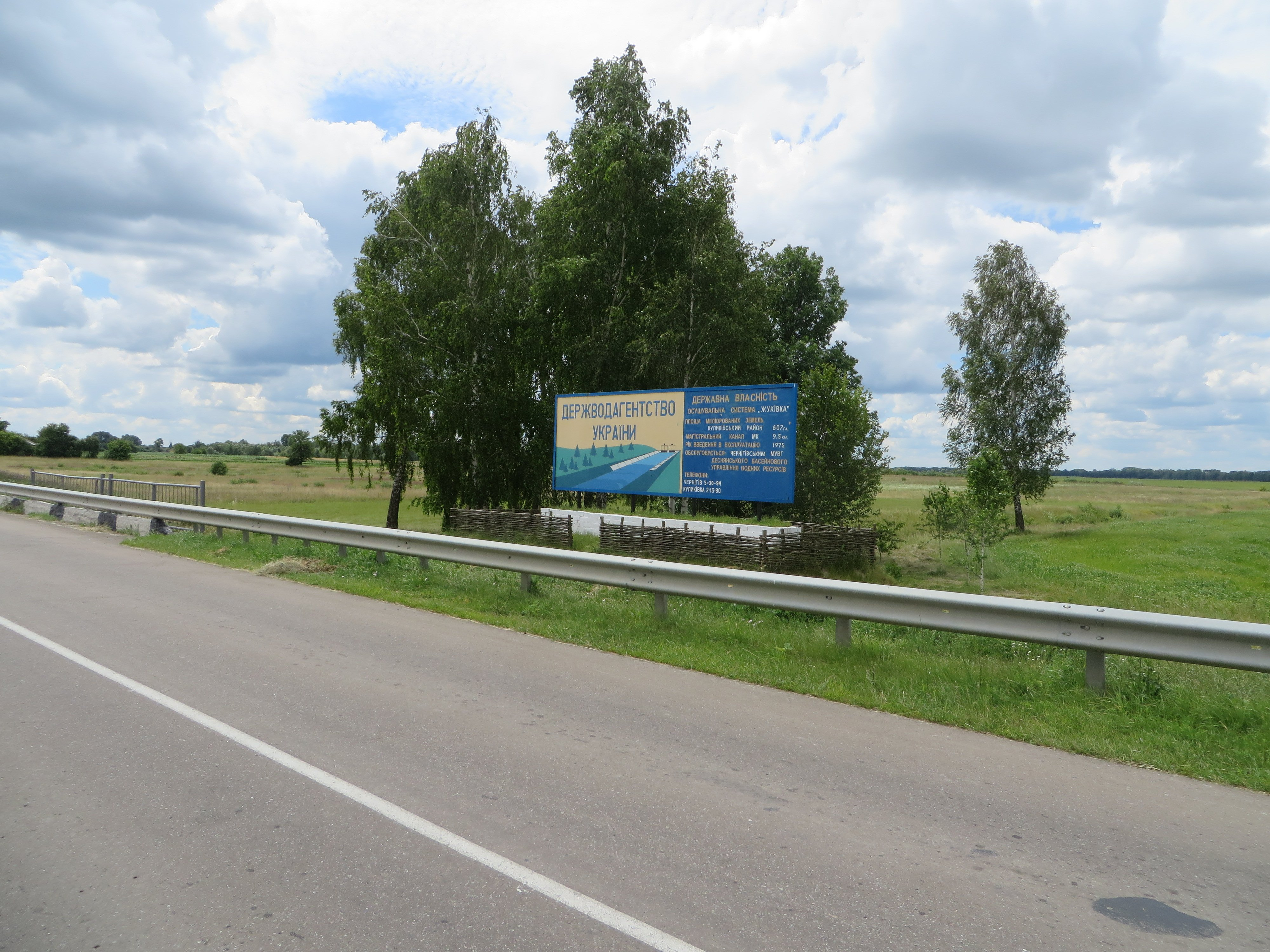
Осушувальна система біля села